# Access (马丁·盖瑞斯歌曲)
《Access》是荷兰DJ马丁·盖瑞斯的单曲。2018年10月17日，歌曲通过戳印唱片发行，独家授权于索尼音乐旗下的史诗阿姆斯特丹，并收录于盖瑞斯的迷你专辑《Bylaw》。